# Santiago Posteguillo Gómez

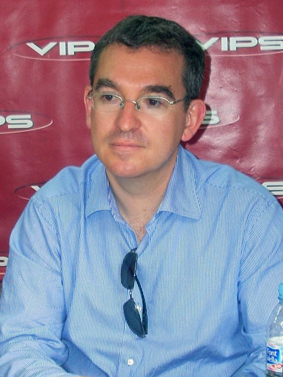
Santiago Posteguillo Gómez

Santiago Posteguillo Gómez, meist nur Santiago Posteguillo (* 1967 in Valencia), ist ein spanischer Schriftsteller. Bekannt wurde er vor allem durch seine historischen Romane über das Römische Reich. Am 16. Oktober 2018 wurde er mit dem Premio Planeta für seinen Roman Yo, Julia ausgezeichnet.

## Leben
In seinen Anfängen als Autor in seiner Jugend interessierte Santiago Posteguillo sich vor allem für Kriminalromane. Doch seine Leidenschaft für das Römische Reich entdeckte er schon im Alter von sechs Jahren, nachdem er die italienische Hauptstadt besucht hatte und von dem, was er dort sah, fasziniert wurde.
Er ist Philologe, Linguist und promovierte an der Universität von Valencia. Er studierte Kreatives Schreiben an der Denison Universität in Granville (Ohio), USA, und Linguistik und Übersetzung in Großbritannien.

## Werke
Hinsichtlich seiner beruflichen Tätigkeit und obwohl er dank der Verkaufszahlen seiner Romane gut leben kann, erklärt er, dass es ihn immer noch begeistert zu unterrichten. Es ermöglicht ihm den Kontakt mit Jugendlichen, die er für eine außergewöhnliche Wissensquelle hält. Somit ist er neben seiner Tätigkeit als Schriftsteller noch Dozent an der Universität Jaume I in Castellón, wo er Kurse über die englischsprachige Literatur gibt, insbesondere über die Erzählkunst des 19. Jahrhunderts. Er interessiert sich ebenfalls für das Elisabethanische Theater und die Verbindung zwischen englischer und nordamerikanischer Literatur bezüglich Filmkunst, Musik und anderen Künsten.
An dieser Universität war er für einige Jahre Leiter des interuniversitären Instituts für angewandte und moderne Sprachen (IULMA). Insgesamt hat er mehr als siebzig wissenschaftliche Veröffentlichungen herausgebracht, die von Forschungsartikeln bis hin zu Monographien und Fachwörterbüchern reichen. Zudem arbeitet er mit der spanischen Zeitschrift Las Provincias zusammen und zeigt mit dem Madrider Preis El Gremio de Libreros und seiner Kandidatur für CLAVE (valencianische Vereinigung für Schriftsteller und Literaturkritiker), dass er zu den großen Schriftstellern auf internationalem Niveau gehört, die das Thema des Römischen Reiches behandeln. Der valencianische Autor, der es geschafft hat, dass tausende von Menschen sich für diese historische Etappe interessieren, ist zu einem Vorbild für die Leser geworden.
Sein erster Roman Africanus: el hijo del cónsul erschien 2006 und war der Beginn der Trilogie Africanus, ein Roman über den römischen General Publius Cornelius Scipio Africanus, der Hannibal in der Schlacht von Zama besiegte. Der zweite Teil Las legiones malditas wurde 2008 veröffentlicht und das darauffolgende Jahr erschien der dritte Band der Serie, La traición de Roma. Die drei Romane wurden zu Bestsellern und deshalb 2009 nochmal neu aufgelegt.
Im Jahr 2010 beginnt Santiago Posteguillo eine neue Trilogie, diesmal über Marcus Ulpius Traianus: im ersten Teil Los asesinos del emperador, geschrieben mit einem lebendigen Erzählpuls, entführt er den Leser in das kaiserliche Rom der Cäsaren mit seinem anschließenden Niedergang und der Thronbesteigung des ersten römischen Kaisers hispanischer Herkunft. Darauf folgt sein Roman Circo Máximo, erschienen am 29. August 2013, in dem Trajan, bereits Kaiser, sich endlosen Problemen stellen muss: Schlachten, Verschwörungen, Korruption, falschen Beschuldigungen, Komplikationen in der Liebe, getrübt mit Ereignissen wie der Eroberung Dakiens oder dem Bau der längsten Brücke der Antike. Am 24. Februar 2016 veröffentlichte er das Ende der Trilogie, Las legiones malditas, bevor er sich mit seinem dritten Werk der Kuriositäten über die Universalliteratur beschäftigte, das 2017 unter dem Titel El séptimo círculo del infierno veröffentlicht wurde. 
Seine dritte Saga über die römische Kulisse behandelt die Figur der Kaiserin Julia Domna, mit deren ersten Teil Yo, Julia er den Premio Planeta 2018 gewann. Im Jahr 2020 veröffentlichte er das Ende mit Y Julia retó a los dioses.
Santiago Posteguillo hat an El corazón del Imperio gearbeitet, eine Dokumentarserie für die Plattform Movistar+, die sich mit den großen weiblichen Gesichtern des klassischen Roms befasst.
Über seine Werke hat er gesagt: „Meine berufliche Laufbahn ist im Wesentlichen akademisch, in der Universität, aber ich hatte schon immer Interesse am Schreiben. Tatsächlich ist Africanus, el hijo del cónsul nicht der erste Roman, den ich geschrieben habe, sondern der dritte, beziehungsweise, der dritte, den ich komplett zu Ende geschrieben habe. Die beiden vorherigen wurden nicht veröffentlicht und rückblickend ist es vielleicht auch besser so.“ Posteguillo gesteht, dass er anfing, Kriminalromane zu schreiben und dass er, als er an der Universität von Valencia studierte, Gedichte schrieb. „Gedichte zu schreiben ist immer nützlich, weil es dich dazu bringt deinem Text den letzten Schliff zu verpassen, den Wortschatz zu erweitern und die Fluidität der Wörter ein wenig mehr zu beherrschen. Ich war kein guter Dichter, aber es hat mir geholfen.“
Posteguillo schätzt die Anerkennung der Buchhändler sehr. Er bekräftigt, dass er sehr dankbar ist und dass er seinerseits versuchen wird, weiterhin mit ihnen zusammenzuarbeiten, indem er so viele Präsentationen und Autogrammstunden in ihren Läden wie möglich macht, wie es auf der Website der Feria del libro Valencia steht. Er erklärt in den veröffentlichten Artikel der Zeitung, dass er die kulturelle Verarmung bedauert, die die Piraterie mit sich bringt und seiner Meinung nach unschuldige Opfer wie neue Autoren oder zu veröffentlichende Werke betrifft. 
Er lebte in Puçol, ein Bezirk der Autonomen Region Valencia in dem Gebiet Huerta Norte, deren Ursprung bis in die Römerzeit zurückreicht, da sie aufgrund ihrer Lage zwischen dem Mittelmeer und den Bergen als strategischer Punkt galt. Aktuell lebt er in Valencia.

## Preise
- Finalist beim Premio Internacional de Novela Histórica Ciudad de Zaragoza 2008 mit seinem Roman Las legiones malditas
- Bester historischer Romanautor auf der Website Hislibris im Jahr 2009 mit La traición de Roma
- Premio de la Semana de Novela Histórica de Cartagena 2010
- Premio de Literatura Histórica 2013
- Premio de las Letras Valencianas 2010
- Ausgezeichnet in der zehnten Ausgabe des Valencianos para el Siglo XX
- Premio Onda Cero de la Literatura 2018
- Premio Planeta 2018 für Yo, Julia